# Babelfisk
Babelfisk är en fiktiv fiskart från boken Liftarens guide till galaxen av Douglas Adams, där den används för att komma förbi problemet med att alla utomjordingar rimligtvis har egna språk. Den lilla, gula fisken stoppas i örat och översätter sedan hjärnvågorna som hör ihop med talet som når örat. Dessa hjärnvågor förser även babelfisken med energi så den behöver inget som helst underhåll. Berättartekniskt handlar det alltså om precis samma sak som universalöversättaren i Star Trek.
Namnet 'babelfisk' är en anspelning på bibelberättelsen om Babels torn, där Gud straffade människorna för deras högmod genom att låta dem tala olika språk. Babelfisken ställer detta till rätta. Enligt boken har babelfisken gett upphov till fler och blodigare krig än någon annan uppfinning i universums historia genom att den undanröjt alla barriärer mellan kulturer och raser.
Vidare sägs även att den bevisar att Gud omöjligen kan finnas. Bevis för Guds existens finns inte då det skulle underminera tron men babelfisken är så fantastisk att den bevisar att det måste finnas en gud och därför kan det inte finnas någon.

## Webbtjänsten Babel fish
När Altavista (nedstängt 2013) skapade sin automatiska tjänst för maskinöversättning av text fick man med Adams tillåtelse använda namnet 'Babel fish'. När man använde den kunde man se hur den lilla, gula fisken arbetade för fullt. Funktionen utvecklades så småningom vidare till dagens Bing Translator. Tjänsten var baserad på översättningsprogrammet Systran.